# Liste der Monuments historiques in Failly
Die Liste der Monuments historiques in Failly führt die Monuments historiques in der französischen Gemeinde Failly auf.

## Liste der Objekte
| Bezeichnung                     | Beschreibung                                                                                       | Standort                       | Kennzeichnung | Schutzstatus | Datum | Bild |
| ------------------------------- | -------------------------------------------------------------------------------------------------- | ------------------------------ | ------------- | ------------ | ----- | ---- |
| Skulptur Heiliger Christophorus | Kalkstein, farbig gefasst, Anfang des 16. Jahrhunderts; im Pfarrhaus von Charly-Oradour aufbewahrt | in der Kirche St-Trudon (Lage) | PM57000064    | Classé       | 1984  |      |
| Zwei deutsche Kanonen           | 7,7-cm-Feldkanone 16, 1917 bzw. 1918 bei Rheinmetall gebaut                                        | am Monument aux Morts (Lage)   | PM57000784    | Inscrit      | 1986  |      |